# Scopticus
Scopticus es un género de arañas cangrejo de la familia Thomisidae. Contiene una sola especie, Scopticus herbeus. La especie fue descrita por el francés Eugène Simon en 1895.
Aparece registrado en una sección de la publicación Histoire naturelle des araignées. Deuxième édition, tome premier. Roret, pp. 761-1084 de 1895.

## Distribución
Se distribuye por Asia, en Indonesia.